# Classe Vettor Pisani (croiseur)
Pour les autres classes de navires du même nom, voir Classe Vettor Pisani.
La classe Vettor Pisani est une classe de deux croiseurs cuirassés construite avant 1900 pour la Regia Marina.
Les deux navires de la classe, le Vettor Pisani et le Carlo Alberto, ont été fréquemment déployés outre-mer au cours de leur carrière. Le premier a servi en Extrême-Orient pendant la rébellion des Boxers en 1900, tandis que le second a participé à des expériences pionnières de radio à longue portée plusieurs années plus tard avant d'être déployé dans les eaux sud-américaines. Le Carlo Alberto a ensuite servi de navire-école pendant plusieurs années. Les deux navires ont participé à la guerre italo-turque de 1911-1912 et ont joué des rôles mineurs dans la Première Guerre mondiale, au cours de laquelle le Carlo Alberto a été transformé en transport de troupes et le Vettor Pisani en navire de réparation. Ils ont tous deux été mis au rebut en 1920 et ensuite démolis.

## Conception et description

Plan et élévation droite des croiseurs blindés de la classe Vettor Pisani, tirés de Brassey's Naval Annual 1902.

Les navires de cette classe avaient une longueur entre perpendiculaires de 99 mètres et une longueur hors-tout de 105,7 mètres. Ils avaient une largeur de 18,04 mètres et un tirant d'eau de 7,2 mètres. Leur déplacement était de 6 397 à 6 614 tonnes métriques (6 296 à 6 510 tonnes longues) à charge normale et de 7 057 à 7 128 tonnes métriques (6 946 à 7 015 tonnes longues) à charge profonde. La classe Vettor Pisani avait un effectif de 28 officiers et de 472 à 476 hommes de troupe.
Les navires étaient propulsés par deux moteurs à vapeur verticaux à triple expansion, chacun entraînant un arbre d'hélice. La vapeur pour les moteurs était fournie par huit chaudières marines "écossaises et leurs échappements étaient canalisés dans une paire de cheminées au milieu du navire. Conçus pour une puissance maximale de 13 000 chevaux-vapeur indiqués (9 700 kW) et une vitesse de 19 nœuds (35 km/h) , les deux navires ont dépassé leur puissance nominale pendant leurs essais en mer, bien que seul le Carlo Alberto ait atteint sa vitesse nominale. Les deux navires avaient un rayon de croisière d'environ 5 400 milles nautiques (10 000 km) à une vitesse de 10 nœuds (19 km/h).
L'armement principal des navires de la classe Vettor Pisani était composé de douze canons à tir rapide (QF) Cannone da 152/40 A Modello 1891 montés sur des supports simples. Ces armes de 152 mm avaient des canons de calibre 40. Tous ces canons étaient montés sur le flanc, huit sur le pont supérieur et quatre aux angles de la citadelle centrale dans des casemates blindées. Les canons M1891 pesaient 6,6 tonnes métriques (6,5 tonnes longues) et tiraient un obus de 45,4 kg, perforant et coiffé, à une vitesse initiale de 700 m/s.
Des canons simples QF Cannone da 120/40 A Modello 1891 de calibre 40 étaient montés à la proue et à la poupe et les deux ou quatre autres canons de 120 mm  étaient positionnés sur le pont principal entre les canons de 152 mm. L'obus perforant de 20,4 kg avait une vitesse initiale de 645 m/s lorsqu'il était tiré par ces canons. Pour se défendre contre les torpilleurs, les navires portaient quatorze canons Hotchkiss QF 57 mm et six ou huit canons Hotchkiss QF 37 mm . Ils étaient également équipés de quatre tubes lance-torpilles de 450 mm.
Les navires étaient protégés par une ceinture blindée d'une épaisseur de 15 cm au milieu du navire et réduite à 11 cm à la proue et à la poupe. La bande supérieure de blindage avait également une épaisseur de 15 cm et protégeait uniquement le milieu du navire, jusqu'à la hauteur du pont supérieur. Le pont blindé incurvé avait une épaisseur de 3,7 cm. Le blindage de la tour de contrôle avait également une épaisseur de 15 cm et chaque canon de 15,2 cm était protégé par un bouclier de canon de 5 cm.

## Unités
| Nom           | Chantier                                         | Pose de la quille | Lancement         | Service effectif | Fin de service                    |
| ------------- | ------------------------------------------------ | ----------------- | ----------------- | ---------------- | --------------------------------- |
| Vettor Pisani | Chantier naval royall de Castellammare di Stabia | 7 décembre 1892   | 14 août 1895      | 1er avril 1899   | Rayé des listes le 2 janvier 1920 |
| Carlo Alberto | Arsenal royal de La Spezia                       | 1er février 1892  | 23 septembre 1896 | 1er mai 1898     | Rayé des listes le 12 juin 1920   |

## Service
Le Vettor Pisani était le navire amiral du contre-amiral Candiani, commandant de l'escadron de croisière envoyé en Chine en 1900 pendant la rébellion des Boxers. Il est arrivé à La Spezia au début de 1902, mais n'est resté dans les eaux italiennes qu'un an avant de retourner en Extrême-Orient pour une autre croisière d'un an.
Le Carlo Alberto a servi de yacht royal au roi Victor Emmanuel III lorsqu'il a assisté à la cérémonie de couronnement du roi Edward VII du Royaume-Uni en 1902. Victor Emmanuel III a invité Guglielmo Marconi à l'accompagner et à réaliser des expériences radio en cours de route. Lorsque le couronnement a été retardé par la maladie d'Edouard, le navire a emmené Victor Emmanuel III à des réunions avec le Tsar Nicolas II de Russie à Kronstadt. Il a ensuite transporté Marconi à travers l'Atlantique jusqu'en Nouvelle-Écosse pour des expériences de transmission de messages radio à travers l'océan. Après le 15 décembre, date à laquelle Marconi réussit à transmettre des messages du Canada vers l'Angleterre, le Carlo Alberto est envoyé dans les eaux vénézuéliennes pendant la crise vénézuélienne de 1902-1903, lorsqu'une force internationale de navires de guerre britanniques, allemands et italiens bloque le Venezuela en raison du refus du pays de payer ses dettes extérieures. De 1907 à 1910, il sert de navire d'entraînement au tir et à la torpille.
Les deux navires ont participé à la guerre italo-turque de 1911-12. Le Vettor Pisani a soutenu les opérations dans les mers Adriatique et Égée et dans les Dardanelles, tandis que le Carlo Alberto a pris part aux assauts sur Tripoli et Zouara et a ensuite fourni un soutien de tir aux forces italiennes en Afrique du Nord.
Obsolètes au début de la Première Guerre mondiale, aucun des deux navires n'a été très actif pendant la guerre. Le Vettor Pisani a passé la guerre dans l'Adriatique et a participé à une tentative avortée au milieu de l'année 1915 de bombarder une ligne de chemin de fer près de Ragusa Vecchia sur la côte dalmate. Un sous-marin (U-boot) austro-hongrois, le U-4, a intercepté les navires italiens et a coulé le croiseur blindé Giuseppe Garibaldi. Le Vettor Pisani est ensuite devenu un navire de réparation en 1916 et a été rayé de la liste de la Marine le 2 janvier 1920. Il a été vendu à la casse et démantelé à partir du 13 mars.
Le Carlo Alberto a passé la quasi-totalité de la guerre basé à Venise. Il y a commencé sa transformation en transport de troupes en 1917 et les travaux ont été terminés à Tarente au début de l'année suivante ; il a été remis en service sous le nouveau nom de Zenson. Le navire est rayé de la liste de la Marine le 12 juin 1920 et ensuite démoli.